# Ficus cauta
Ficus cauta är en mullbärsväxtart som beskrevs av Edred John Henry Corner. Ficus cauta ingår i släktet fikonsläktet, och familjen mullbärsväxter. Inga underarter finns listade i Catalogue of Life.